# شوهرم امشب چه می‌کند؟
شوهرم امشب چه می‌کند؟ (انگلیسی: Co mój mąż robi w nocy) یک فیلم کمدی در ژانر موزیکال به کارگردانی میخاو واشینسکی است که در سال ۱۹۳۴ منتشر شد.

## بازیگران
- میخاو زنیچ
- ماریا گورجینسکا
- تولا مانکیه‌ویچوونا
- ویکتور بیگانسکی
- کنراد تم
- الژبیه‌تا بارشچفسکا
- راموآلد گیراشینسکی
- کاژیمیش کروکوفسکی
- پاوئو اُوِروئو
- وویچیخ روشکوفسکی
- ائوگنیوش کوشوتسکی